# CNV Publieke Zaak
CNV Publieke Zaak was een Nederlandse werknemersorganisatie aangesloten bij het Christelijk Nationaal Vakverbond (CNV). Sinds 2024 is het geen losse organisatie meer, maar onderdeel van de CNV binnen de sectorraad Overheid en Publieke Diensten. De vakbond behartigt sinds 1903 de belangen van zijn leden in de sectoren zorg, welzijn en (geprivatiseerde) overheid door het afsluiten van cao's (Collectieve Arbeidsovereenkomsten), het afsluiten van sociaal plannen (voor specifieke bedrijven) en door individuele dienstverlening.
De organisatie telt momenteel 80.000 leden.

## Geschiedenis

### Ontstaan
De eerste CNV-vakbond voor de publieke sector werd op 24 februari 1903 opgericht in Amsterdam: de Nederlandschen Christelijken Bond van Personeel in Publieken Dienst. Het was een reactie op de spoorwegstakingen van 1903, waar de socialistische vakbeweging koos voor de klassenstrijd. Het CNV wees dit af en koos voor het overlegmodel. Op 8 september 1917 werd de Algemene Rooms-Katholieke Ambtenarenvereniging (ARKA) opgericht, en op 27 juni 1918 volgde de Nederlandse Christelijke Bond van Overheidspersoneel (NCBO).

### Na de Tweede Wereldoorlog
Op 1 januari 1946 volgde een fusie van een aantal protestantse overheidsbonden en de NCBO. Op 16 maart 1946 werd de Bond voor Protestantse Christelijke Verplegenden (PCV) opgericht. Deze werd in 1966 omgedoopt naar Nederlands Christelijke Vereniging van Verplegenden en Verzorgenden NCVVV). Ook de ARKA en de NCBO bleven bestaan.

### Heden & recente verleden
Op 1 januari 1983 fuseerden de drie voorgenoemden tot de Algemeen Christelijke Federatie Overheidspersoneel (CFO). Op 20 juni 2002 ten slotte werd de naam gewijzigd naar CNV Publieke Zaak.

## Organisatiestructuur
De leden worden via hun Landelijke Groepen vertegenwoordigd in de Algemene Vergadering, het belangrijkste orgaan van de Vereniging. De Algemene Vergadering komt ten minste tweemaal per jaar bijeen en bespreekt dan het beleid van CNV Publieke Zaak, het (gevoerde en te voeren) financiële beleid en het arbeidsvoorwaardenbeleid van de Vereniging. Ook (her)kiest de Algemene Vergadering de leden van het Bestuur van CNV Publieke Zaak en van de Raad van Toezicht. Via de Algemene Vergadering praten en denken de leden mee over het beleid en hebben ze er invloed op.
CNV Publieke Zaak werkt vanuit drie vestigingen: Apeldoorn, Den Haag en Eindhoven. Elke vestiging kent een specifieke cluster: Apeldoorn Welzijn/Markt, Den Haag Overheid en Eindhoven Zorg. Het bestuursmodel van de vereniging bestaat uit een Bestuur met drie (bezoldigde) functionarissen. Voorzitter is Eric de Macker, Secretaris is Pieter Oudenaarden en Penningmeester is Patrick Fey. Verder kent CNV Publieke Zaak een Raad van Toezicht. Deze bestaat uit zeven (onbezoldigde) leden. Het Bestuur bestuurt de Vereniging en de werkorganisatie. De Raad van Toezicht heeft tot taak toezicht te houden op het beleid van het Bestuur en op de algemene gang van zaken in de Vereniging.
CNV Publieke Zaak kent een groot aantal Landelijke Groepen. Hierin zijn de leden uit een bepaalde sector vertegenwoordigd. Elke landelijke groep kent een groepsbestuur dat de bestuurder ondersteunt bij onder andere de cao-onderhandelingen en andere verenigingszaken. Het landelijk groepsbestuur zorgt voor het contact met de leden op de werkvloer. Op die manier weet de landelijk bestuurder wat er leeft onder de leden. Naast de groepen voor deze sectoren zijn er ook nog de groepen 'Anders Actieven' en 'Senioren'.

## Missie
CNV Publieke Zaak heeft tot taak de belangen van mensen te behartigen op het gebied van werk en inkomen. Met een open, deskundige en betrokken stijl werken de medewerkers van de bond primair voor leden van CNV Publieke Zaak. CNV Publieke Zaak is geworteld in het Christelijk Sociaal gedachtegoed.

## Visie
Zorgen voor een resultaatgerichte werkorganisatie, een gezonde financiële huishouding, een evenwichtige opbouw van het ledenbestand, herkenbaarheid door aansprekend beleid en een levendige vereniging.